# Gagrella sarawakensis
Gagrella sarawakensis is een hooiwagen uit de familie Sclerosomatidae.